# Gerard Doustraat 175-181
Het pand Gerard Doustraat 175-181 is een gebouw aan de Gerard Doustraat in De Pijp te Amsterdam-Zuid. Het is een van een vijftal gemeentemonumenten in die straat.
Het gebouw kent een roemrucht verleden. De eerste gebruiker en eigenaar van het gebouw met fabrieksschoorsteen was rijtuigenfabriek W.H. van Eck en Zonen. Zij waren gevestigd aan de Stadhouderskade 110-114. Deze firma ging in 1886 failliet. Zijn grootste concurrent was destijds in Amsterdam Spijker Rijtuigfabriek, die in de Nieuwe Kerkstraat was gevestigd. Spijker Rijtuigfabriek nam het gebouw in gebruik, verplaatste de ingang naar de Gerard Doustraat en bouwde vervolgens de Gouden Koets. Nog voordat die opgeleverd was, werd een deel van het gebouw in gebruik genomen door Vrolijk & Timperley, een fietsfabrikant. Die eerste was directeur van een fietsschool, die haar lesruimte had in het gebouw/de ruimte waar even later het Zuiderbad in werd gemaakt. Vanaf 1900 kreeg het nog diverse bestemmingen, waaronder een showroom/werkplaats van Fiat. Rond de eeuwwisseling in 2000 vestigde zich als buurman Albert Heijn, omdat hun filiaal aan het Marie Heinekenplein niet op tijd gereed was, dan wel te duur bevonden. Voor deze supermarkt werd een stuk nieuwbouw naast het monument gerealiseerd. In die passage kwam een nieuwe ingang, terwijl ook de oude ingang aan de Gerard Doustraat in gebruik bleef. Er werd vervolgens een kinderdagverblijf gevestigd met de naam De Gouden Koets. De bouwsels aan de Stadhouderskade zijn allemaal aangepast aan/naar winkeleenheden en woningen en heeft geen monumentstatus.   
Het gebouw kent een zeer afwijkende massieve bouwconstructie ten opzichte van haar omgeving. Opvallend aan de zijde van de Gerard Doustraat zijn de vele pilasters (kolommen) en grote vensters (voor daglicht). Echter het pand valt nauwelijks op omdat het staat in dat deel van de Gerard Doustraat waar weinig activiteiten plaatsvinden. Het ligt aan de overzijde van de Synagoge Gerard Doustraat, enkele lage arbeiderswoninkjes en een woonblok.